# 나는 야만의 역사로 거슬러가도 상관하지 않는다
나는 야만의 역사로 거슬러가도 상관하지 않는다(“I Do Not Care If We Go Down in History as Barbarians”)는 독일에서 제작된 라드 주드 감독의 2018년 드라마 영화이다. 아다 솔로몬 등이 제작에 참여하였다.

## 출연
- Ioana Iacob - Mariana 역
- Alex Bogdan - Traian 역
- Alexandru Dabija - Movila 역

## 제작진
- 미술: 이울리아나 빌잔